# Metalist (obwód ługański)
Metalist (ukr. Металіст) – osiedle na Ukrainie, w obwodzie ługańskim, w faktycznie niefunkcjonującym rejonie ługańskim, od 2014 pod kontrolą marionetkowej, uzależnionej od Rosji Ługańskiej Republiki Ludowej. W 2001 liczyło 2197 mieszkańców, spośród których 522 wskazało jako ojczysty język ukraiński, 1674 rosyjski, a 1 niemiecki.